# Ronald Boretti
Ronald Boretti (* 15. September 1972) ist ein deutsch-italienischer Fußballtrainer.

## Karriere
Ronald Boretti trainierte vom 1. Juli 2012 bis 30. Juni 2016 die Frauenmannschaft des MFFC Wiesbaden. Die Mannschaft aus Wiesbaden spielte in der Hessenliga.
Im Januar 2020 ging er nach Asien. In Thailand unterschrieb er einen Vertrag beim Chainat Hornbill FC. Der Verein aus Chainat spielte bis Ende 2019 in der ersten Liga. Am Ende der Saison 2019 stieg der Verein in die zweite Liga ab. Hier übernahm er das Traineramt vom ebenfalls aus Deutschland stammenden Dennis Amato. Am Ende der Saison 2020/21 belegte er mit Chainat den sechsten Platz. Bei Chainat stand er bis Ende Juni 2021 unter Vertrag.